# Porta Romana (Siena)
Die Porta Romana ist ein Stadttor in Siena und Teil der Stadtmauern von Siena.

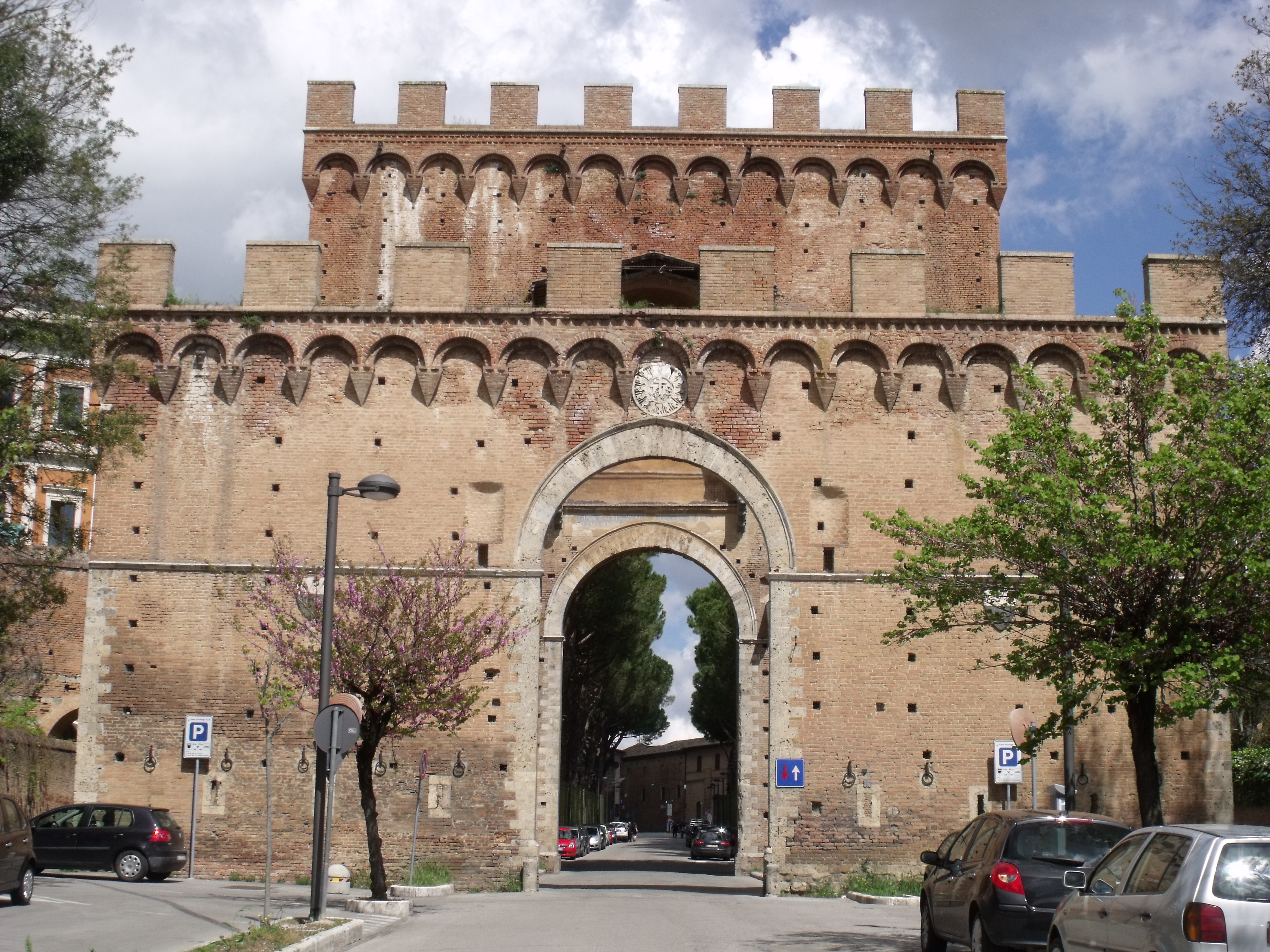
Außenfassade der Porta Romana in Siena

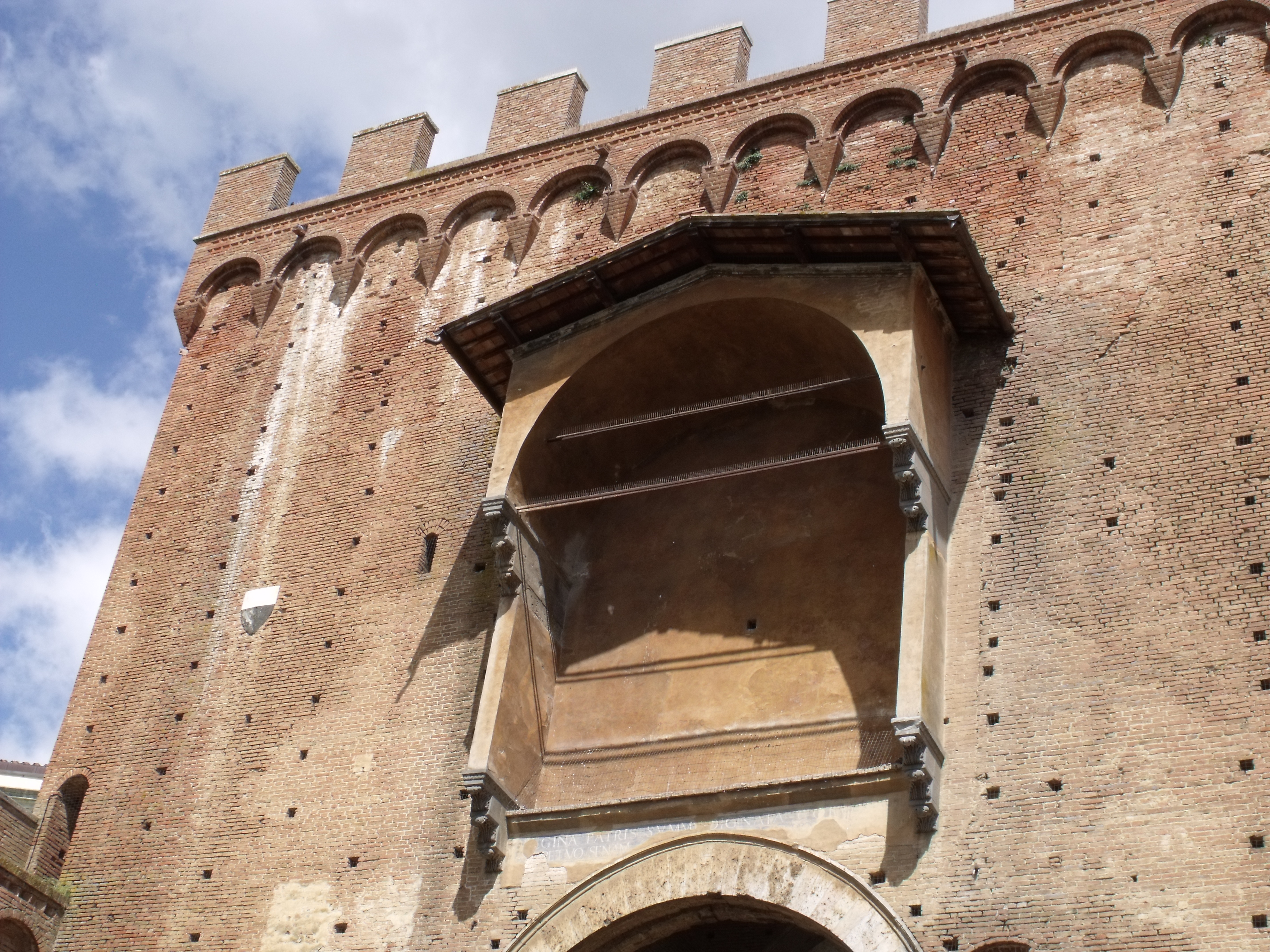
Ursprünglicher Ort des Freskos am Haupttor

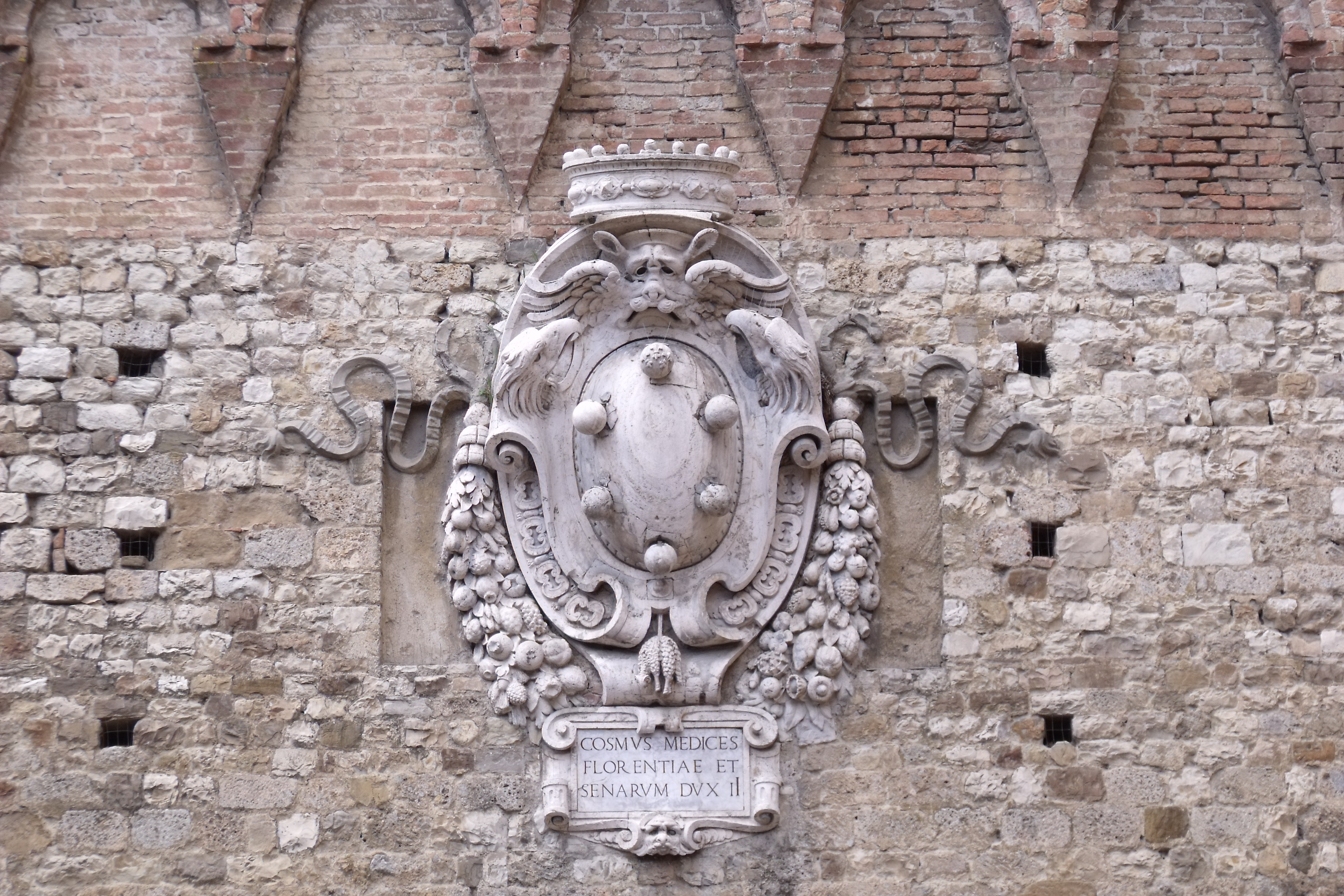
Das Wappen der Medici am Platz zwischen Vormauer und Haupttor

## Lage
Das Stadttor Porta Romana (Römisches Tor) liegt am südlichen Ende von Siena an der Via Francigena und an der historischen Römerstraße Via Cassia und führt hier zum namensgebenden Rom. Es ist das größte Stadttor Sienas und stellt sich heute als dreifaches Kammertor mit zwei versperrbaren Portalen am Haupttor und einer versperrbaren Vormauer dar.
Die zuführende Straße im historischen Zentrum von Siena heißt Via Roma; die weiterführende Straße Via Enea Silvio Piccolomini ist nach Pius II. benannt. Das Stadttor liegt im Stadtdrittel Terzo di San Martino in der Contrada Montone (Valdimontone, Widder) und liegt im Stadtmauerring zwischen den Stadttoren Porta Pispini und dem nicht mehr vorhandenen Tor Porta Giustizia (Porta Justizia, davor Porta in Val di Montone). Das heutige nächste Stadttor ist die Porta Tufi.

## Geschichte
Das Stadttor, zunächst (Porta) Nuova di San Martino (auch Porta Nuova del Terzo San Martino) genannt, entstand, um die durch die Stadtmauererweiterung nun eingegliederten Unterorte (Borghi) Borga Santa Maria, Castel Montorio und Borgo della Maddalena mit der Via Francigena zu verbinden. Vorbereitende Arbeiten wurden bereits 1310 ausgeführt, als die damals außerhalb der Stadtmauer liegende Straße Stradone di Romana (heute Via Roma) von der Stadt angelegt wurde.
Die Fundamente wurden am 13. August 1327 gelegt. Das Tor wurde von Agnolo di Ventura und Agostino di Giovanni errichtet und entstand auf dem Gelände des zerstörten Klosters Santa Barnaba (Convento di Santa Barnaba). Beendet wurden die Arbeiten an dem Tor am 20. Mai 1329. Es ersetzte das vorherige Stadttor Porta San Martino im Zuge der Erweiterungen der Stadtmauern im Terzo San Martino und gehört somit zum vierten Stadtmauerring von Siena.
An der Außenseite des Haupttores (nach der Vormauer) wurde 1417 oder 1421 von Taddeo di Bartolo ein Fresko begonnen, welches 1447 von Stefano di Giovanni Sassetta (Il Sassetta) weitergeführt und nach seinem Tod 1450 von Sano di Pietro von 1459 bis 1466 vollendet wurde. Die wenigen erhaltenen Teile des Freskos Incoronazione della Madonna wurden später in die Basilica di San Francesco überführt.
Politische Bedeutung erlangte das Tor am 27. Juli 1552, als die Seneser die spanischen Verbündeten durch die Porta Romana vertrieben. Drei Jahre später, am 21. April 1555, verließ am selben Ort die besiegte Seneser Regierung unter Piero Strozzi die Stadt (während die Sieger aus Florenz durch die Porta Camollia einmarschierten), um für vier Jahre Zuflucht in Montalcino als Repubblica di Siena riparata in Montalcino zu finden.
Das Wappen der Medici wurde oberhalb des mittleren Tores im Auftrage von Cosimo I. de’ Medici nach dem Fall der Republik Siena 1555 angebracht. Es enthält die Inschrift Cosimus Medices Florentiae Et Senarum Dux II (Cosimo de’ Medici, Herzog von Florenz und Siena II.). Nach jahrhundertelanger Vernachlässigung wurde die Porta Romana 1932 unter der Federführung der Bank Monte dei Paschi di Siena restauriert. Dabei wurde das mittlere Tor vergrößert und dem Verkehr angepasst. Das bis dahin über dem mittleren Tor hängende Wappen der Medici wurde dabei an der linken Seite des Vorhofes neu positioniert.